# Der Kindergarten Daddy 2: Das Feriencamp
Der Kindergarten Daddy 2: Das Feriencamp (Originaltitel: Daddy Day Camp) ist eine Filmkomödie aus dem Jahr 2007 von Regisseur Fred Savage mit Cuba Gooding Jr. in der Hauptrolle. Es ist die Fortsetzung des Films Der Kindergarten Daddy aus dem Jahr 2003.

## Handlung
Nachdem Charlie Hinton und Phil Ryerson erfolgreich mit Daddy Day Care in der Kinderbetreuung waren, kauft sich Charlie im heruntergekommenen Camp Driftwood ein, um es zu einem erfolgreichen Daddy Day Camp zu machen. Er hegt eine alte Rivalität zum in der Nähe gelegenen Camp Canola und zu dessen Betreiber Lance Warner, gegen den er in seiner Jugend bei einer Camp-Olympiade verloren hatte. Der ehemalige Betreiber von Camp Driftwood verabschiedet sich, kurz nachdem sich Charlie daran beteiligt hat in den Urlaub, ohne ihn über die Schulden bei der Bank zu informieren, die das Camp hat. Als der Bankvertreter zur Pfändung auftaucht, kann ihn Charlie gerade noch zu einer Frist überreden: Er erhält einen Monat Zeit und muss mindestens 30 Kinder als Gäste vorweisen. Nach einigen Rückschlägen ruft er widerwillig seinen Vater Colonel Buck Hinton zu Hilfe. Gemeinsam gelingt es ihnen mit den verbleibenden Kindern bei der Camp-Olympiade gegen Camp Canola zu gewinnen, worauf zahlreiche Eltern ihre Kinder von Camp Canola abmelden und sich im erfolgreichen Camp von Charlie einschreiben, womit das Camp vor der Zwangsvollstreckung gerettet wurde.

## Hintergrund
- Der Film wurde komplett in Utah gedreht.[1]
- Die Produktionskosten betrugen schätzungsweise 6 Millionen US-Dollar.[2]
- Der Film startete in den Kinos der USA am 8. August 2007 und in den deutschen Kinos am 15. November 2007.[3]
- In den Kinos der USA spielte der Film rund 13 Millionen US-Dollar ein sowie rund 5 Millionen US-Dollar in den anderen Ländern.[4]

## Kritiken
John Anderson schrieb in der Zeitschrift Variety vom 6. August 2007, der Film leide unter sämtlichen „beinahe klassischen“ Schwächen der Filmfortsetzungen. Die Handlung wiederverwende die Elemente des Originalfilms, die wie eine Sitcom wirken würden („story that essentially recycles the original’s sitcomish elements“). Niemand scheine etwas anderes als leicht verdiente Gage angestrebt zu haben („no one was really in it for anything but a quick payday“).
Will Crain schrieb in der San Francisco Chronicle vom 8. August 2007, die Fortsetzung des ersten Films sei „formelhaft“. Es sei traurig, den talentierten Oscarpreisträger Cuba Gooding junior „reduziert“ in die Fußstapfen von Eddie Murphy zu sehen, aber Gooding mache sein Bestes aus dem, was der Film ihm biete („It’s a bit sad to see this talented, Oscar-winning actor reduced to taking Murphy’s cast-off parts, but Gooding does fine with what the movie gives him“). Der Film sei für Zuschauer unter 13 Jahren bestimmt.
Das Lexikon des internationalen Films urteilt: „Alles, was schief gehen kann, geht schief [Anmerkung: bezieht sich noch auf die Handlung] – inklusive fast aller Gags dieser Komödie. Nicht mehr als eine lieblose, schlecht inszenierte Nummernrevue mit überkandidelten Darstellern.“

## Auszeichnungen
- Der Film gewann den Negativpreis Goldene Himbeere 2008 in der Kategorie Schlechtestes Prequel oder Fortsetzung.
- In vier weiteren Kategorien wurde der Film für eine Goldene Himbeere 2008 nominiert: Schlechtester Film, Schlechtestes Drehbuch, Fred Savage als Schlechtester Regisseur und Cuba Gooding Jr. als Schlechtester Schauspieler.
- Das Kinder-Ensemble wurden für einen Young Artist Award 2008 nominiert.